# 今夜/ナミノウタゲ
「今夜／ナミノウタゲ」（こんや／ナミノウタゲ）は、日本のバンド、BRAHMANが2017年10月4日にリリースした8枚目のシングル。
DVD付きの初回限定盤、CDのみの通常盤、アナログ盤の3形態でリリースされ、初回限定盤のDVDには2017年4月から6月に行われたツアー『2017 Tour 戴天-タイテン-』のライブ映像12曲とドキュメンタリー映像が収録された。

## 背景
前作「不倶戴天 -フグタイテン-」以来、半年ぶりとなるシングル。両A面シングルとなっており、「今夜」は映画『あゝ、荒野』、「ナミノウタゲ」は映画『生きる街』の主題歌にそれぞれ起用された。BRAHMANが映画主題歌を担当するのは今回が初である。新宿ピカデリーで行われた『あゝ、荒野』の初日舞台挨拶にはメンバーのTOSHI-LOWが参加している。
「今夜」の制作は2017年の頭くらいに行われた。TOSHI-LOWが家でフォークギターを弾いてる時にふと出てきた曲だという。これまでにはない珍しい形で出来上がり、基本はメロディ先行での楽曲制作であったが、「今夜」はメロディーを作りながら言葉も溢れてきたという。
「今夜」は2004年に発売されたアルバム『THE MIDDLE WAY』収録曲「PLACEBO」の続編とされている。「PLACEBO」は拒食症で亡くなった友人の曲となっており、この楽曲の制作で別れを悔いるだけで終わっていたが、今自分は生きていてここにいるということはどういうかという問いを書きたくなったという。「PLACEBO」は制作当時メンバー内で揉めていたが、細美武士がこの曲を気に入りコーラスを入れたことでメンバーが納得し楽曲が完成したという経緯も過去にあり、「今夜」のコーラスにはその細美武士が参加している。
「ナミノウタゲ」は、2011年に発生した東日本大地震の震災ボランティアでTOSHI-ROWが知り合った漁師から電話がかかってきて、亡くなった息子が夢に出てきたという話から誕生した楽曲だという。この話を聞いた時は返す言葉がなかったが、夢に出てきた息子は何が言いたかったのかを歌で返そうと制作された。「ナミノウタゲ」のコーラスには、ハナレグミが参加している。

## ミュージック・ビデオ
「今夜」のミュージック・ビデオは、初のミュージックビデオ作品を務めた岸善幸をはじめ、夏海光造他、『あゝ、荒野』のスタッフが集結し制作された。ミュージック・ビデオのロケ地は映画と同じく東京都の新宿で撮影が行われた。
「ナミノウタゲ」のミュージック・ビデオは、映画『生きる街』の舞台となった宮城県石巻市で撮影が行われ、映画監督である榊英雄が演出を担当した。

## 収録曲

### CD
| #  | タイトル         | 作詞      | 作曲    | 時間 |
| -- | ---------------- | --------- | ------- | ---- |
| 1. | 「今夜」         | TOSHI-LOW | BRAHMAN | 4:25 |
| 2. | 「ナミノウタゲ」 | TOSHI-LOW | BRAHMAN | 4:00 |

### DVD
| #   | タイトル           | 作詞 | 作曲・編曲 |
| --- | ------------------ | ---- | ---------- |
| 1.  | 「守破離」         |      |            |
| 2.  | 「GOIN' DOWN」     |      |            |
| 3.  | 「賽の河原」       |      |            |
| 4.  | 「SEE OFF」        |      |            |
| 5.  | 「SPECIALATION」   |      |            |
| 6.  | 「EPIGRAM」        |      |            |
| 7.  | 「ONENESS」        |      |            |
| 8.  | 「終夜」           |      |            |
| 9.  | 「FOR ONE'S LIFE」 |      |            |
| 10. | 「怒涛の彼方」     |      |            |
| 11. | 「NEW SENTIMENT」  |      |            |
| 12. | 「警醒」           |      |            |
| 13. | 「不倶載天」       |      |            |
| 14. | 「ラストダンス」   |      |            |
| 15. | 「不倶載天」       |      |            |

## チャート
| チャート                          | 最高順位 | 出典   |
| --------------------------------- | -------- | ------ |
| Billboard Japan Top Singles Sales | 9        | [ 10 ] |
| オリコン 週間シングルランキング   | 8        | [ 11 ] |